# Tokai-universitetet
Tokai University(東海大学 Tokai(Tōkai) Daigaku とうかいだいがく)er et japansk universitet i Tokyo, grundlagt i 1943.

## Fakultet (universitet)
- Lægevidenskab
- Retsvidenskab
- Ingeniørfag
- Litteratur
- Oceanografi
- StatskundskabØkonomi
- Kommunikation
- Naturvidenskabelige

- Bosei-maru that moors in Osanbashi Pier(Yokohama,Japan)
- Bosei-maru, Front perspective view
- SHONAN Campus gate
- Isehara Campus